# Азербайджано-мадагаскарские отношения
Азербайджано-мадагаскарские отношения — двусторонние дипломатические отношения между Азербайджаном и Мадагаскаром.

## История
Дипломатические отношения между Азербайджанской Республикой и Республикой Мадагаскар были установлены 26 мая 1993 года.
4 мая 2020 года по инициативе президента Азербайджана и председателя Движения неприсоединения Ильхама Алиева прошла Контактная группа Движения неприсоединения по COVID-19. На ней присутствовал президент Мадагаскара Андри Радзуэлина.

## Торговля
По данным UN Comtrade, в 2020 году азербайджанский импорт товаров из Мадагскара составил 340,3 тыс. $.